# Wade and Dick
Wade and Dick war ein US-amerikanisches Rockabilly- und Songwriter-Duo.

## Karriere
Wade Moore (* 1933) und Dick Penner (* 1936) lernten sich erstmals 1955 auf der North Texas State University kennen, bei der sie beide studierten. Moore und Penner taten sich als Duo zusammen und traten schon kurz danach, am Abend des 25. Juni 1955, im KRLD Big D Jamboree auf, wo sie die Bühne unter anderem mit Sonny James, Charline Arthur und Jimmy Patton teilten. Schon im Februar 1955 hatten sie zusammen den Titel Ooby Dooby geschrieben, angeblich soll dies sogar in 15 Minuten auf einem alten Dachboden geschehen sein. Doch der Song blieb unentdeckt, selbst als Studienkollege Roy Orbison den Titel bei JeWel Records aufnahm. Im März 1956 nahmen Sid King and the Five Strings eine weitere Version auf. Orbison jedoch machte aus dem Titel einen Hit, als er ihn 1956 bei Sun Records in Memphis, Tennessee, erneut aufnahm und sich damit auf Platz 59 der Charts positionieren konnte.
Durch den Erfolg von Ooby Dooby nahm Sam Phillips, Besitzer der Sun Records, Moore und Penner unter Vertrag. Sie erhielten als Komponisten jeweils zwei Einzelverträge und als Musiker-Duo einen gemeinsamen Vertrag. Ihre einzige Session für Sun hielt das Duo am 16. Dezember 1956 ab. Dabei wurden unter anderem Bop Bop Baby und Don't Need Your Lovin'  eingespielt. Beide Titel wurden im April 1957 veröffentlicht. Bop Bop Baby wurde 2005 in der Johnny-Cash-Biographie Walk the Line verwendet.
Danach trennte sich das Duo; Penner führte seine Karriere nach seiner Militärzeit fort und tritt immer noch auf. Er wurde wegen seiner Verdienste um das Genre in die Rockabilly Hall of Fame aufgenommen.

## Diskographie
| 1957                    | Bop Bop Baby / Don't Need Your Lovin' Baby | Sun Records |
| Unveröffentlichte Titel |                                            |             |
|                         | - Bop Bop Baby (alt. Version) - Wild Woman | Sun Records |